# Флаг муниципального округа Фили-Давыдково

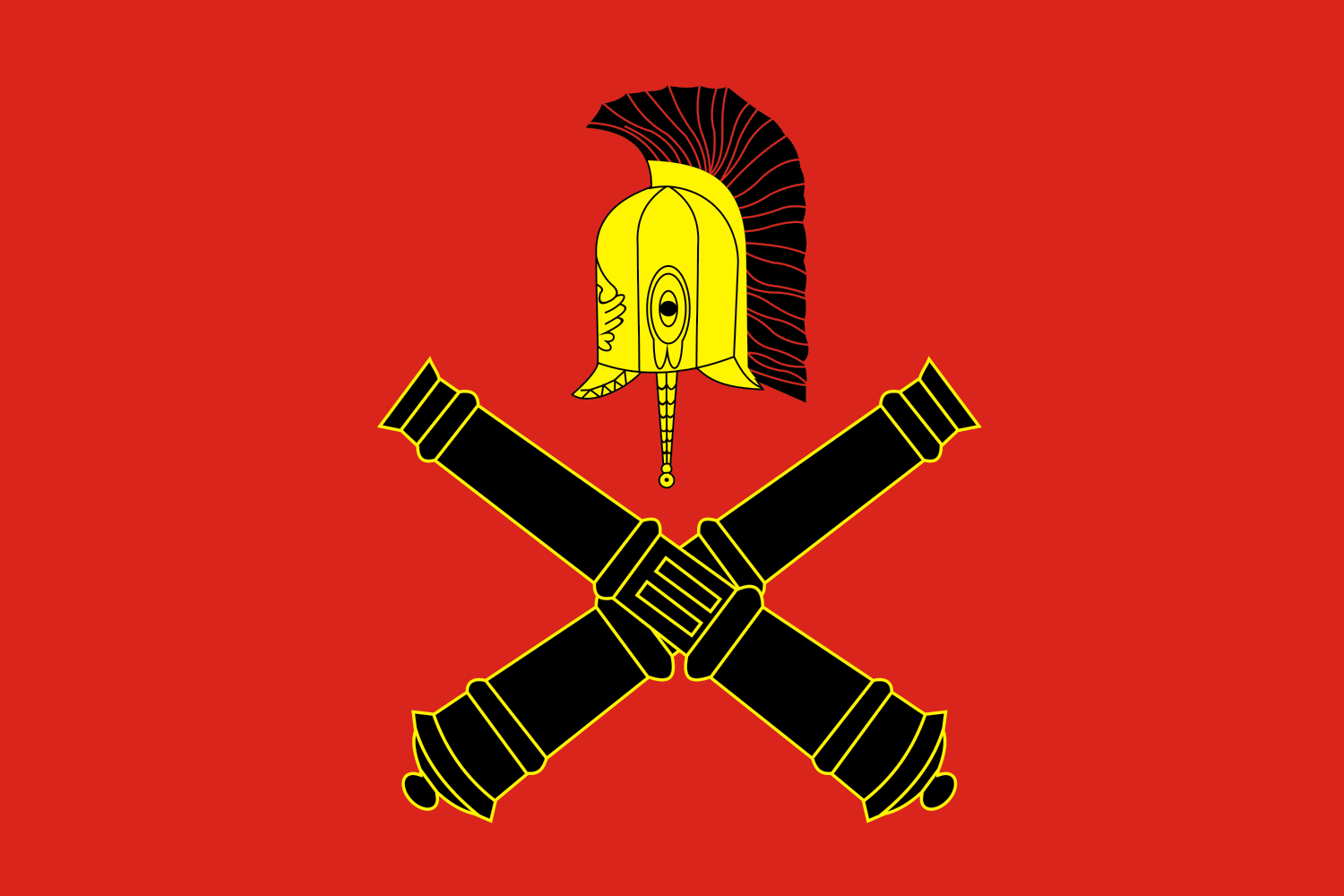
версия флага 2004 года

Флаг муниципального округа Фили́-Давы́дково в Западном административном округе города Москвы Российской Федерации — опознавательно-правовой знак, служащий официальным символом муниципального образования.
Первоначально данный флаг был утверждён 4 марта 2004 года как флаг муниципального образования Фили-Давыдково.
Законом города Москвы от 11 апреля 2012 года № 11, муниципальное образование Фили-Давыдково было преобразовано в муниципальный округ Фили-Давыдково.
Решением Совета депутатов муниципального округа Фили-Давыдково от 9 октября 2018 года флаг муниципального образования Фили-Давыдково был утверждён флагом муниципального округа Фили-Давыдково.

## Описание
Описание флага, утверждённое 4 марта 2004 года, гласило:
«Флаг муниципального образования Фили-Давыдково представляет собой двустороннее, прямоугольное полотнище с соотношением сторон 2:3.
В центре красного полотнища помещено изображение двух чёрных с жёлтыми обводами перекрещённых орудийных стволов, и над ними обращённая к древку, жёлтая каска кирасира с чёрным гребнем. Габаритные размеры изображения составляют 11/24 длины и 13/16 ширины полотнища».
Описание флага, утверждённое 9 октября 2018 года, гласит:
«Прямоугольное двухстороннее полотнище красного цвета с отношением ширины к длине 2:3, воспроизводящее фигуры из герба муниципального округа Фили-Давыдково, выполненные жёлтым и чёрным цветом».
Геральдическое описание герба муниципального округа Фили-Давыдково гласит:
«В червлёном поле — золотая с чёрным гребнем кирасирская каска, обращённая вправо над двумя чёрными, украшенными золотом, пушечными стволами накрест».

## Обоснование символики
Флаг муниципального округа Фили-Давыдково создан на основе герба муниципального округа Фили-Давыдково и повторяет его символику.
Боевое прошлое муниципального округа Фили-Давыдково связано со многими важнейшими историческими событиями времён Василия III, Ивана Грозного, Смутного времени, Отечественной войны 1812 года и Великой Отечественной войны 1941—1945 годов.
События 1812 года — Отечественная война, нашествие войск Наполеона, вооружённая борьба с ними и изгнание их с территории России, знаменательный военный совет в Филях — нашли отражение в символике флага муниципального округа Фили-Давыдково.
Перекрещённые стволы орудий и жёлтая каска кирасира в красном поле символизируют победу русского оружия в Отечественной войне 1812 года, а также мужество и стойкость защитников Москвы.
Примененные во флаге цвета символизируют:
красный цвет — символ труда, мужества, жизнеутверждающей силы, красоты и праздника;
чёрный цвет — символ плодородия, мудрости, скромности, вечности бытия;
жёлтый цвет (золото) — символ высшей ценности, солнечной энергии, богатства, силы, устойчивости и процветания.